# Biancolina cuniculus
Biancolina cuniculus är en kräftdjursart. Biancolina cuniculus ingår i släktet Biancolina och familjen Biancolinidae. Inga underarter finns listade i Catalogue of Life.